# Le Dossier personnel du juge Ivanova
Pour plus de détails, voir Fiche technique et Distribution.
Le Dossier personnel du juge Ivanova (Личное дело судьи Ивановой) est un film soviétique réalisé par Ilia Frez, sorti en 1986,.

## Fiche technique
- Titre original : Личное дело судьи Ивановой

- Réalisation : Ilia Frez

- Scénario : Galina Chtcherbakova

- Musique : Mark Minkov

- Photographie : Ilia Frez
- Décors : Olga Kravtchenia, Mariam Bykhovskaia
- Durée : 85 minutes
- Pays de production :  Union soviétique

## Distribution
- Oksana Datskaya : Lena Ivanova
- Natalia Goundareva : Lyubov Grigorievna Ivanova, juge
- Sergueï Chakourov : Sergueï Ivanov
- Lilia Gritsenko : grand-mère, mère de Lyubov Grigorievna
- Marina Zoudina : Olga Nikolaevna, professeur de musique
- Tatiana Peltzer : Anna Nikolaevna, voisine de la grand-mère
- Alexeï Gouskov : Volodia Klimov, la voisine d'Olga Nikolaevna
- Aristarkh Livanov : un étranger à l'aéroport
- Larisa Grebenshchikova : Nilina, mère
- Anya Belyuzhenko : Nilina, fille
- Tatiana Doguileva : Mikhaïlova
- Sergueï Skripkine : Mikhaïlov
- Irina Metlitskaya : Vera Nikolaevna, professeur de littérature
- Alexandra Turgan : l'amie d'Olga Nikolaevna
- Maria Vinogradova : personne maligne (non créditée) (voix)